# Patronyme
 (mars 2025).
Cet article possède un paronyme, voir Paronyme.
Le mot « patronyme », issu du grec πατήρ / patḗr, « père » et de ὄνομα / ónoma, « nom » a été introduit[réf. nécessaire] dans la langue française au sens large de nom de famille commun aux enfants de l'homme qui porte ce nom et à ses descendants (l'acte de naissance faisant foi[réf. nécessaire]).
En France, par la loi no 2002-304 du 4 mars 2002, l'expression « nom patronymique » a été remplacée par  « nom de famille » dans toute la législation. Par cette même loi, les parents peuvent désormais choisir si leur enfant portera le nom du père, de la mère, ou des deux, comme c'était déjà le cas dans de nombreux autres pays (Allemagne, Belgique, Espagne, Royaume-Uni, Suisse, etc.).

## Significations
Le mot patronyme peut avoir deux significations :
- synonyme littéraire de « nom patronymique », c'est le nom de famille, quand il est transmis par un ancêtre mâle[2] ;
- dans certaines cultures, désignation du nom formé sur la base du prénom du père[3] (typiquement : « X, fils de Y ») ; il change donc à chaque génération, comme traditionnellement dans les noms islandais, les noms arabes ou les noms russes. Aux Pays-Bas, cette tradition s'est maintenue jusqu'à la période française, époque où le droit français a été introduit et l'a définitivement abolie.